# Elizabeth Bernstein
Elizabeth Bernstein, född 10 oktober 1968, är en amerikansk sociolog. Hon har uppmärksammats för sina studier med fokus på kvinnor, könsroller och sexualitet. Hon är professor vid Barnard College, en del av Columbia University. Bernstein har myntat ordet fängelsefeminism (engelska: carceral feminism) för den delen av feminismen som prioriterar fängelsestraff för könsbaserade lagöverträdelser.

## Biografi

### Bakgrund och akademisk karriär
Bernstein studerade från slutet av 1980-talet vid University of California, Berkeley. Där avlade hon i tur och ordning examina på filosofie kandidatnivå (1989), master- (1996) och filosofie doktorsnivå (2001). Parallellt med sina studier fungerade hon under delar av Berkeley-tiden som föreläsare i olika sociologiska kurser.
Hösten 2002 antog Bernstein en tjänst vid Barnard College, en del av Columbia University. Där blev hon 2011 lektor och 2017 professor vid lärosätet. 2024 var hon både professor och fakultetsordförande vid fakulteten i genusvetenskap, liksom professor i sociologi.
I sin tjänst som föreläsare på Barnard har Bernstein bland annat undervisat i ämnen som "Bodily Disruptions", "Gendered Controversies", statsfeminism samt andra feministiska perspektiv. Hennes akademiska fokus är på "kroppens sociologi", kön och genus, sexualitetens relation till statsmakten, sexbranschen och etnografiska metoder.

### Verk och verksamhet

#### Fokus, fängelsefeminism
Bernstein är främst känd för sin forskning som berör sexarbete och människohandel av kvinnor. Hennes intresse på området daterar sig åtminstone till 1990-talet, och 1999 författade hon texten "What's Wrong with Prostitution? What's Right with Sex Work? Comparing Markets in Female Sexual Labor" för Hastings Journal on Gender and the Law och där hon undersökte den polariserade debatten inom den amerikanska feminismen omkring sexarbete som symbol för antingen maktlöshet och egenmakt.
I en forskningsstudie har hon lagt fram åsikten att sexarbete kan vara meningsfullt för både kunden och sexarbetaren, genom att det inkluderar en särskild form av emotionellt arbete. Detta perspektiv belystes i hennes bok Temporarily Yours, vilken samlade flera årtionden av forskning med erfarenheter från prostituerade och observationer gjorda på bordeller, under polisarbete och efter intervjuer med politiska beslutsfattare och olika entreprenörer.
2007 myntade Bernstein ordet fängelsefeminism, vilket som begrepp på ett kritiskt sätt beskriver feministiskt förespråkande för hårdare straff för sexualbrott av typen prostitution och människohandel för sexuella ändamål. Detta koncept beskriver också hur feministiska aktivister i praktiken samarbetar med evangeliska kristna och det statliga våldsmonopolet i syfte att hjälpa kvinnor. Bernstein har förklarat att denna utveckling lett till ett karceralt (bestraffningsfokuserat) paradigm runt social rättvisa, liksom en mer militariserad humanitarianism. Hon har kritiserat detta fenomen i en serie artiklar, där hon noterar att den förstärkta kriminaliseringen av sexarbete (inklusive genom att kriminalisera köp av sexuella tjänster) har drabbat färgade personer, eftersom dessa är de mest troliga att pekas ut och arresteras som förövare.
Hennes bok Brokered Subjects (2018) lyfter fram hur en modern kamp mot människohandel för sexuella ändamål inte alltid ser rollen som sexarbete kan spela i en lokal eller regional ekonomi i olika utvecklingsländer. Boken är ett resultat av två årtionden av studier av och kontakter med verksamma inom sexbranschen och dess rättighetsaktivister. I liknande texter har hon presenterat en del på ytan paradoxala resultat av legaliseringar eller kriminaliseringar av branschen, utifrån erfarenheter från länder som Nederländerna och Sverige. Bokrecensionen på Rutgers University noterade att boken lyfter fram Bernsteins mångåriga intresse för framväxten av det "industriella anti-trafficking-komplexet", det som sedan FN-protokollet 2000 mot människohandel av kvinnor och barn blivit alltmer konkret och vittomfattande. Enligt recensenten demonterar Bernstein i boken effektivt kampen mot människohandel som det allomfattande verktyget för vägen mot frihet inom den senkapitalistiska världen. En liknande bedömning gjorde recensenten för Chicago Journals.

#### Juridiska frågor och övrigt
Vid sidan av forskningen kring genus och sexualitet engagerar sig Bernstein akademiskt även runt juridiska frågor ur ett sociologiskt perspektiv och de nutida sociala teorierna. Hon studerar även kopplingarna mellan feministiska, nyliberala och evangeliskt kristna intressen, inklusive dessas roll i den nutida amerikanska statspolitiken rörande människohandel. Hon arbetade 2007 och 2009 vid United Nations Research Institute for Social Development (UNRISD), ett oberoende forskningsinstitut inom Förenta nationernas ram. Hon har varit del av projektet Religion, Gender, and Politics samt genomfört studier som den landsbaserade forskningsrapporten om USA och The Unhappy Marriage of Religion and Politics: Problems and Pitfalls for Gender Equality (2010).
2016 beskrev hon begreppet redemptive capitalism ('befriande kapitalism'), där en nutida kapitalism vill höja sin moraliska status. Detta kunde ske i affärsdrivande syfte genom att koppla samman sig med mänskliga rättigheter, jämlikhet och jämställdhet.
Två av hennes böcker har givits ut i original på italienska. Temporaneamente tua : intimità, autenticità e commercio del sesso, utgavs senare på engelska som Temporarily Yours: Intimacy, Authenticity, and the Commerce of Sex. 2015 kom Storia della prostituzione : dall'antichità agli anni sessanta, en översikt över prostitutionens historia författad tillsammans med Vern L. Bullough.

## Utmärkelser
Bernsteins arbete har nått erkännande hos National Science Foundation, Social Science Research Council, American Association of University Women (AAUW), Mellon-stiftelsen och American Sociological Association.

### Böcker och avhandlingar
- Bernstein, Elizabeth: Economies of desire : sexual commerce and post-industrial culture, University of California, Berkeley, 2001. (doktorsavhandling)
- Bernstein, Elizabeth; Schaffner, Laurie: Sexuality and the state, Oxford: Hart, 2002. ISBN 9781841133300
- Bernstein, Elizabeth: Temporaneamente tua : intimità, autenticità e commercio del sesso, Bologna: Odoya media e società, 2009. ISBN 9788862880312 (italienska)
  - Bernstein, Elizabeth: Temporarily Yours: Intimacy, Authenticity, and the Commerce of Sex (Worlds of desire), University of Chicago Press, 2010.
- Bullough, Vern L; Bernstein, Elizabeth: Storia della prostituzione : dall'antichità agli anni Sessanta, Bologna: Odoya, 2015. (italienska), ISBN 9788862882712
- Bernstein, Elizabeth (2018). Brokered subjects: sex, trafficking, and the politics of freedom. The University of Chicago Press. ISBN 978-0-226-57363-2. Läst 23 oktober 2024
- Elizabeth Bernstein, Janet R. Jakobsen, red (2022). Paradoxes of neoliberalism: sex, gender and possibilities for justice. Social justice. Routledge, Taylor & Francis Group. ISBN 978-1-032-18072-4

### Artiklar och bokkapitel (urval)
- Bernstein, Elizabeth (1999-01-01). ”What's Wrong with Prostitution? What's Right with Sex Work?  Comparing Markets in Female Sexual Labor”. UC Law SF Journal on Gender and Justice 10 (1):  sid. 91. ISSN 1061-0901. https://repository.uclawsf.edu/hwlj/vol10/iss1/6/.
- "Sexual economies and new regimes of governance" i  Social Politics : international studies in Gender, State, and Society, vol. 21, no. 3, sid 345–483 (2014)